# Pierre Émile Levasseur
Pierre Émile Levasseur (París, 8 de desembre de 1828 - París, 10 de juliol de 1911) va ser un historiador, economista, estadístic i geògraf francès. Levasseur fou elegit com a membre de l'Acadèmia Reial Sueca de Ciències el 1894.